# Boulengeromyrus
Genre
Boulengeromyrus est un genre de poissons de la famille des Mormyridés. Ce genre se rencontre en Afrique.

## Liste des espèces
Selon FishBase (28 mai 2015):
- Boulengeromyrus knoepffleri Taverne & Géry, 1968